# شهرستان ترنوپیل
شهرستان ترنوپیل (به لاتین: Ternopil Raion) یک شهرستان در اوکراین است که در استان ترنوپیل واقع شده‌است. شهرستان ترنوپیل ۷۴۹ کیلومتر مربع مساحت و ۶۷٬۲۳۱ نفر جمعیت دارد.